# توماس ويليام مكدونالد
توماس ويليام مكدونالد (بالإنجليزية: Thomas William McDonald)‏ هو سياسي نيوزلندي، ولد في 1869 في تاسمانيا في أستراليا، وتوفي في 14 أغسطس 1968. حزبياً، نشط في New Zealand Democrat Party (1934) ‏. وقد انتخب عضو مجلس النواب النيوزيلندي.